# Jochen Vielhauer
Jochen Vielhauer (* 11. Februar 1947 in Neumünster) ist ein hessischer Politiker (Die Grünen) und ehemaliger Abgeordneter des Hessischen Landtags.

## Ausbildung und Beruf
Jochen Vielhauer studierte Politik, Journalismus und Soziologie in Kiel, München und Frankfurt. Das Studium schloss er als Diplomsoziologe an der Frankfurter Johann-Wolfgang-Goethe-Universität ab. 1974 bis 1979 war er Jugendbildungsreferent beim Frankfurter Jugendring und 1979 bis 1981 Vorsitzender des Jugendschutzausschusses.
1977 bis 1979 arbeitete er an der Gründung und dem Aufbau der taz mit und war 1979 bis 1982 hauptamtlicher Redakteur der taz-Redaktion Frankfurt. 1987 bis 1992 war er freiberuflicher Journalist und EDV-Dozent sowie Redakteur der Monatszeitschrift der Grünen Hessen. Danach war er bis 1994 Redakteur der Monatszeitung der grünen Bundespartei.
1992 machte er sich als Geschäftsführer einer PR-Agentur und Inhaber einer EDV-Beratung selbstständig und arbeitete bis 1999 in dieser Funktion. Seit 1999 war er Geschäftsführer einer IT-Firma, die er 2025 auflöste. 1997 bis 2004 baute er einen Integrationsbetrieb (Frankfurter Beschäftigungsbetrieb) auf und war dort ehrenamtlicher Leiter.
Jochen Vielhauer ist verheiratet und hat eine Tochter.

## Politik
Jochen Vielhauer trat im Januar 1982 in die GRÜNE Partei ein. 1982 bis 1985 war er als „Nachrücker“ Fraktionsassistent und Pressesprecher in der ersten grünen Landtagsfraktion. Er hatte im Wahlkreis Frankfurt am Main III kandidiert. Nach der ersten Hälfte der Wahlperiode „rotierte“ er am 15. April 1985 für Dirk Treber in den Landtag, dem er 1985 bis 1987 als Fraktionsvorsitzender angehörte.
1987 bis 1988 war er Mitglied im Kreisvorstand der Grünen Frankfurt und 1992 bis 1993 Kreisvorstandssprecher der Grünen Frankfurt. Vielhauer war von 2009 bis 2018 Mitglied im Ortsbeirat 3 (Nordend) in Frankfurt am Main und dort auch Fraktionsvorsitzender. Von 2014 bis 2016 war Vielhauer für Bündnis 90/Die Grünen Mitglied im Frankfurter Stadtparlament und dort stellvertretender Fraktionsvorsitzender. Wegen seines Wegzugs 2019 aus Frankfurt schied er aus dem Ortsbeirat aus. Er engagierte sich dann im Ortsverband der Grünen in Maintal, davon 2 Jahre als Co-Vorstandssprecher.